# ویلیام آدام (معمار)
 ویلیام آدام (انگلیسی: William Adam؛ ۱۶۸۹-۱۰ – ۲۴ ژوئن ۱۷۴۸) یک معمار اهل اسکاتلند بود.